# LDAP Data Interchange Format
LDAP Data Interchange Format (LDIF) – format pliku służący do wymiany danych dla protokołu LDAP. Specyfikacja techniczna tego formatu opisana jest w RFC 2849 ↓. Specyfikacja standardu została wydana oficjalnie w czerwcu 2000 roku, choć pozostała niezatwierdzona.
LDIF to stosunkowo prosty plik tekstowy, który umożliwia wymianę danych pomiędzy różnymi systemami usług katalogowych. Może reprezentować zarówno eksport pełnego wpisu katalogowego, jak i zmiany w takim wpisie. Eksport całego katalogu do LDIF może być znacząco wolniejszy niż zrzut danych natywny dla danego systemu, stąd zastosowanie LDIF jest ograniczone.
Pliki LDIF nie mają oficjalnego typu MIME, ale środowiska oparte na Linuksie (m.in. Debian, Fedora, KDE) przyjęły używać text/x-ldif.